# 数学学会列表
世界各地数学学会的列表：

## 国际性数学学会
- 国际数学联盟
- 欧洲数学学会

## 全国性数学学会
- 美國數學學會
- 美国数学协会
- 德國數學學會
- 愛丁堡數學學會
- 法國數學學會
- 倫敦數學學會
- 中国数学会
- 意大利数学联合会

## 外部連結
- MacTutor: List of Mathematical Societies （页面存档备份，存于）